# Perthes (Haute-Marne)
Perthes ist eine französische Gemeinde mit 517 Einwohnern (Stand: 1. Januar 2022) im Département Haute-Marne in der Region Grand Est (vor 2016 Champagne-Ardenne). Sie gehört zum Arrondissement Saint-Dizier und ist Mitglied im Gemeindeverband Communauté d’agglomération du Grand Saint-Dizier, Der et Vallées. Die Bewohner werden Perthois und Perthoises genannt.

## Geografie
Perthes liegt etwa zwölf Kilometer westnordwestlich des Stadtzentrums von Saint-Dizier am Canal entre Champagne et Bourgogne. Umgeben wird Perthes von den Nachbargemeinden Saint-Vrain und Vouillers im Norden, Saint-Eulien im Nordosten, Hallignicourt im Osten und Südosten, Sapignicourt im Süden, Hauteville im Südwesten, Orconte im Westen sowie Heiltz-le-Hutier im Nordwesten.
Durch die Gemeinde führt die Route nationale 4.

## Bevölkerungsentwicklung
| Jahr                       | 1962 | 1968 | 1975 | 1982 | 1990 | 1999 | 2006 | 2018 |
| -------------------------- | ---- | ---- | ---- | ---- | ---- | ---- | ---- | ---- |
| Einwohner                  | 667  | 735  | 700  | 630  | 587  | 617  | 555  | 522  |
| Quellen: Cassini und INSEE |      |      |      |      |      |      |      |      |

## Sehenswürdigkeiten
- Kirche Notre-Dame-de-la-Nativité, Monument historique seit 1909

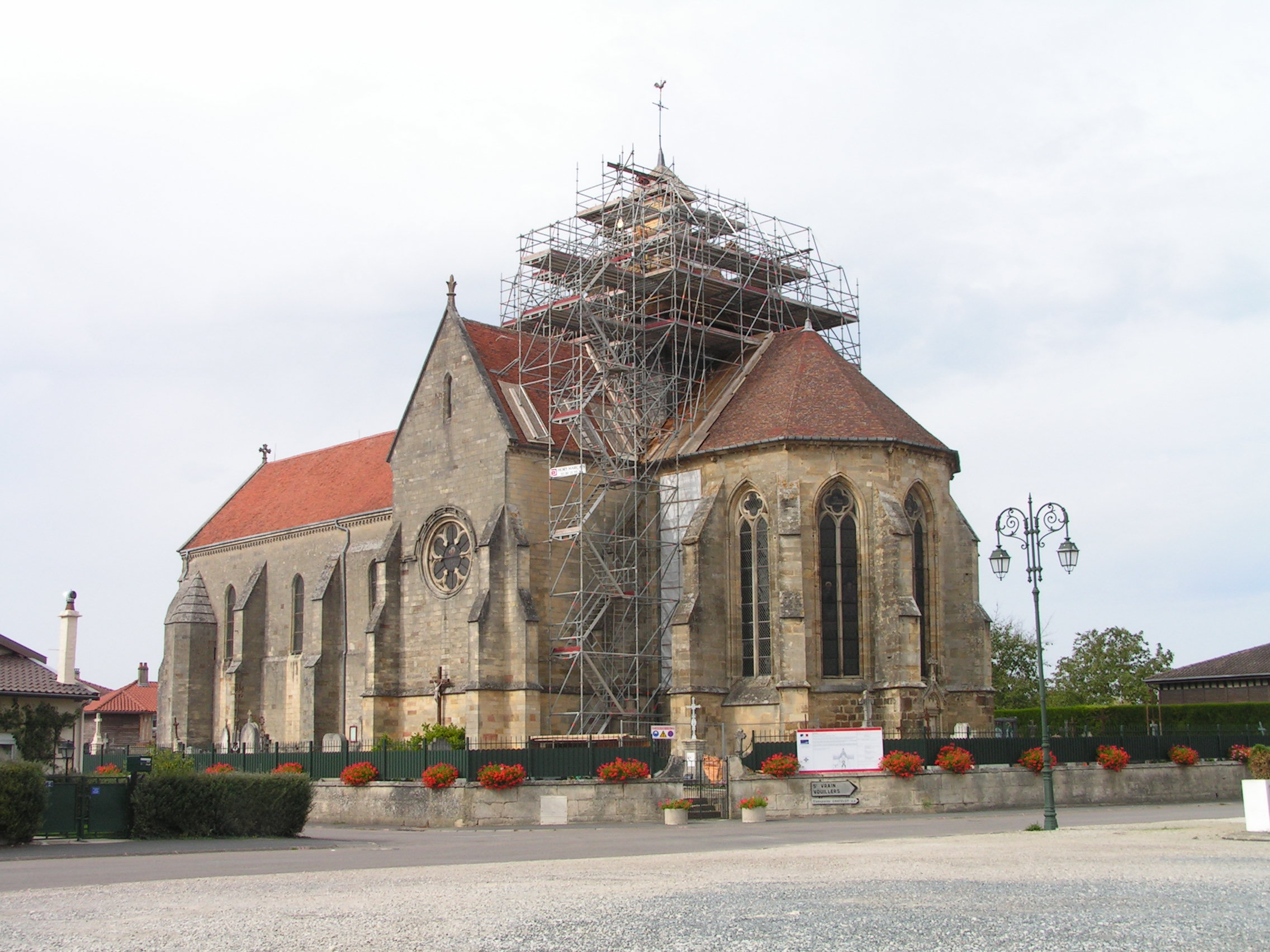
Kirche Notre-Dame-de-la-Nativité